# 지금도 마로니에는
《지금도 마로니에는》는 EBS에서 2005년 1월 22일부터 2005년 5월 8일까지 방송된 EBS 문화사 시리즈 중 세 번째 드라마이다. 이 시리즈는 한국의 시대적 분위기를 알 수 있게 하는 교양 드라마로, 3편인 이 드라마에서는 동숭동 시절 서울대학교를 중심 무대로 하여 문학가 김지하와 김승옥, 학생운동가 김중태 등의 젊은 시절과 가정 배경, 그리고 사회적 분위기와 대학가 풍경을 그렸다. 드라마와 해설이 교차하는 학습보조 작품의 성향이 짙으며, 진행은 배우 정보석이 맡았다.

## 등장 인물

### 주요 인물
- 정보석 : 내레이션과 진행
- 최철호 : 김중태 역
- 한범희 : 김승옥 역
- 이병욱 : 김지하 역

### 그 외 인물
- 김병기 : 김맹오 역
- 이덕희 : 정금성 역
- 장희진 : 김승옥의 어머니 역
- 김효원 : 장교 역
- 홍일권 : 한기호 역
- 정영금 : 은성 마담 역
- 전태성 : 박재일 역
- 김동준 : 상진 역
- 박건 : 윤식 역
- 장기범 : 김상옥 역

- 노영국 : 장일순 역
- 정보석 : 해설자 역
- 정의갑 : 조동일 역
- 김정훈 : 김성환 역
- 이재은 : 전혜린 역
- 최종원 : 천상병 역